# Fundatiehuis
A Fundatiehuis (magyarul: alapítványi ház) a hollandiai Haarlemben lévő Damstraat egyik jelentős épülete, Pieter Teyler van der Hulst egykori családi háza. Halála után a Teylers Stichting alapítvány székhelye lett. Főbejáratán keresztül elérhető a Teylers Múzeum ovális terme.

## Története
A haarlemi Teyler örökség napjainkban a Teylers Múzeum révén él tovább, de 1788-ban még két hasonló nevű társaság működött a városban, a Teylers Eerste Genootschap (magyarul: Teylers első társasága) valamint a Teylers Tweede Genootschap (magyarul: Teylers második társasága). Az első a város vallási életében volt aktív, míg a második érdeklődési köre a természettudományokra, történelemre, festészetre és numizmatikára terjedt ki. Mindkét társaság kurátorai ebben az épületben gyűltek össze hetente. Teyler halála után a művészeti társaság mindenkori vezetőjének lakhelyéül is szolgált. Első lakosa Vincent Jansz van der Vinne volt. Az épületet az egykori tagok alkotásaival díszítették. A földszinti hosszú folyosón a látogatók megközelíthették a múzeum ovális termét. Egy emeleti hátsó szobában volt Teyler irodája, valamint itt tartotta fontos banki iratait. Mindkét társaságnak két-két kisebb szobája volt az épületben.

## Fordítás
- Ez a szócikk részben vagy egészben  a   Fundatiehuis (Teyler) című angol Wikipédia-szócikk ezen változatának fordításán alapul.  Az eredeti cikk szerkesztőit annak laptörténete sorolja fel. Ez a jelzés csupán a megfogalmazás eredetét és a szerzői jogokat jelzi, nem szolgál a cikkben szereplő információk forrásmegjelöléseként.